# A Mighty Wind
A Mighty Wind (deutsch Ein mächtiger Wind) ist ein US-amerikanischer Mockumentary-Spielfilm aus dem Jahr 2003 über ein Folkmusik-Wiedervereinigungskonzert, bei dem drei Folk-Bands für eine TV-Aufzeichnung nach einigen Dekaden das erste Mal wieder aufeinandertreffen. Co-Autor (zusammen mit Eugene Levy), Regisseur und Komponist in Personalunion war Christopher Guest.
In dem Film wird als Referenz auf ein Tributkonzert an den Folkmusik-Produzenten Harold Leventhal betrachtet, das im Jahr 2003 stattfand und bei dem verschiedene der von Leventhal gemanagten Folk-Bands wiedervereinigt wurden. Weiter gefasst stellt der Film eine Parodie dar auf das Revival der amerikanischen Folkmusik der frühen 1960er Jahre und ihrer Persönlichkeiten. Einige der Darsteller aus den Filmen This Is Spinal Tap, Waiting for Guffman und Best in Show werden in diesem Film ebenfalls wiedervereinigt, darunter Co-Autor Eugene Levy, Catherine O’Hara, Michael McKean, Harry Shearer, Fred Willard, Bob Balaban, Ed Begley Jr., Jennifer Coolidge, John Michael Higgins, Jane Lynch und Parker Posey.
Der Song A Kiss at the End of the Rainbow aus dem Film wurde bei der 76. Oscarverleihung für einen Oscar in der Kategorie „Bester Song“ nominiert und während der Zeremonie aufgeführt.

## Handlung
Der Spielfilm im Stile einer Dokumentation über ein Erinnerungskonzert für den fiktiven Folkmusikproduzenten Irving Steinbloom zeigt, wie seine Kinder nach dessen Tod ein Konzert organisieren, für das sie hoffen, seine drei berühmtesten Bands zusammenzukriegen: The Folksmen, The New Main Street Singers und Mitch & Mickey.
Das Folksmen-Trio – Mark Shubb, Alan Barrows und Jerry Palter – war einst eine der beliebtesten Bands, ist aber seit Jahrzehnten nicht mehr zusammen aufgetreten. Sie hatten mehrere kleine Hits; ihr berühmtester Song war „Old Joe’s Place“. Obwohl sie viele Jahre lang nicht gespielt oder sich gesehen haben, ist ihr Wiedersehen (eine Grillparty) eine sehr positive Angelegenheit, bei der sich die Folksmen in den Armen liegen.
Die New Main Street Singers sind die zweite Generation der ursprünglichen Main Street Singers, zusammengestellt von George Menschell, dem einzigen noch lebenden Mitglied der ursprünglichen Gruppe. Menschell singt und hält eine Gitarre, die er nicht spielen kann. Zu den Darstellern gehören Terry Bohner und seine Frau Laurie Bohner. Laurie, eine ehemalige Pornodarstellerin, und ihr Mann sind Gründer von Witches in Nature’s Colors (WINC), einem Zirkel moderner Hexen, der die Macht der Farbe verehrt. Ein weiteres Mitglied ist Sissy Knox, eine ehemalige jugendliche Straftäterin und Tochter eines der ursprünglichen Main-Street-Singers-Mitglieder. Manager der Gruppe ist Mike LaFontaine, dessen größter Ruhm die gescheiterte Sitcom Wha’ Happened? aus den 1970er Jahren darstellt. Die Show hielt sich weniger als eine Staffel und ist weitgehend in Vergessenheit geraten, aber LaFontaine zitiert während des Films ständig den titelgebenden Slogan, was die übrigen Gäste höchstens irritiert. Zur Gruppe, die ansonsten nur aus weißen Mitgliedern besteht, gehört ein philippinisch-amerikanisches Mitglied, Mike Maryama. Im Übrigen ist die Band bekannt für ihre unnötig komplexen neunteiligen Harmonien.
Mitch Cohen und Mickey Crabbe waren zusammen Mitch & Mickey, ein früheres Paar, das bis zu ihrer dramatischen Trennung Jahre vor dem Dreh des Films sieben Alben veröffentlichte. Mickey hat anscheinend die Beziehung hinter sich gelassen und einen Medizintechnikverkäufer geheiratet, Mitch jedoch hatte einen emotionalen Zusammenbruch und hat sich nie ganz von der Trennung erholt. Ihr berühmtester Song war „A Kiss at the End of the Rainbow“, an dessen Ende das Paar sich auf der Bühne küsste.
Die drei Gruppen, die seit ihrer jeweiligen Blütezeit auf verschiedene Ebenen der musikalischen Irrelevanz gesunken sind, stimmen dem Wiedervereinigungsauftritt zu, der in der New Yorker The Town Hall stattfinden soll und live auf PBN (eine Referenz an PBS) übertragen wird. Der Film zeigt Proben für die Show sowie Interviews mit den Darstellern, die über ihre Aktivitäten in den vergangenen Jahren und ihre Gefühle für eine Wiederaufnahme sprechen. Die Folksmen sind sehr enthusiastisch und arbeiten hart daran, ihre Songs neu zu lernen, und hoffen, das Publikum zu begeistern. Mitch und Mickey (besonders Mitch) sind sehr besorgt darüber, wie es laufen wird.
Die Show selbst läuft, wobei nur zwei Probleme auftauchen: Das Lied, mit dem The Folksmen ihren Part eröffnen wollen, wird zuerst von den New Main Street Singers gespielt (ein Song namens „Never Did No Wanderin'“, das die Folksmen auf eine raue, emotionale Weise singen, die dem Geist des Liedes entspricht, während die New Main Street Singers es auf ihre übliche peppige, fröhliche Art und Weise spielen), und Mitch verschwindet vorübergehend Minuten vor seinem Auftritt mit Mickey. Es stellt sich heraus, dass Mitch eine Rose für Mickey gekauft hatte, die sie dankbar annimmt, als sie auf die Bühne gehen. Mitch und Mickey spielen „A Kiss at the End of the Rainbow“, und nach einer spannenden Pause machen sie am Ende den lang erwarteten Kuss. Im Finale singen alle drei Acts zusammen „A Mighty Wind“.
Sechs Monate nach dem Konzert springt der Film dann zu Interviews mit vielen der Darsteller, in denen sie über Folgeereignisse berichten. Mickey spielt „The Sure-Flo Song“ (über ein medizinisches Gerät zur Blasenkontrolle) auf dem Messestand ihres Mannes. Mitch schreibt wieder Gedichte und behauptet, sich in einer „produktiven Phase“ zu befinden. Mickey behauptet, dass Mitch auf ihren Kuss auf der Bühne überreagiert hat, während Mitch darauf besteht, dass Mickeys Liebe für ihn wieder aufgeflammt ist. LaFontaine versucht, das Interesse für eine Sitcom mit den New Main Street Singers zu wecken. Er will es „Supreme Folk“ nennen und jedes Bandmitglied des Tags einen Richter des Obersten Gerichtshof spielen lassen, Folk-Sänger aber des Nachts, die sich ein Haus teilen. Die Folksmen haben sich wiedervereinigt, aber mit Mark Shubb, der jetzt eine Transgender-Frau ist, singt sie weiterhin in ihrer tiefen Bassstimme.

## Produktion

### Inspiration
Mehrere Charaktere des Films stammen aus einem Sketch, der von Guest 1984 für Saturday Night Live geschrieben wurde. Shearer, Guest und McKean traten bereits als The Folksmen in Saturday Night Live, in dem Film This is Spinal Tap (in dem das Trio ebenfalls als Parodie auf eine alternde Heavy-Metal-Band gezeigt wurde) und gelegentlich auf Konzertbühnen. Der ursprüngliche Gedanke hinter A Mighty Wind war, den Film als größeres narratives Vehikel für die fiktive Gruppe zu verwenden. Fred Willards Slogan-Phrase wird von Tweety in dem Cartoonkurzfilm „Putty Tat Trouble“ (1951) gesprochen.

### Trivia
Jeder Song, der im Film zu hören ist, wurde von Mitgliedern der Besetzung oder vom langjährigen musikalischen Mitarbeiter von Guest, C.J. Vanston, geschrieben. Der Song „A Kiss at the End of the Rainbow“, der von Michael McKean und seiner Frau Annette O’Toole für den Film komponiert worden war, wurde für den Oscar für den besten Originalsong nominiert.
In einem Interview über den Film äußerte O’Toole, dass viele der Songs während des Flugverbots nach den Anschlägen vom 11. September geschrieben wurden, als sie und McKean von ihrem Haus in Los Angeles zum Drehort ihrer Fernsehserie Smallville nach Vancouver mit dem Auto fahren mussten.
Im Audiokommentar auf der DVD wiesen Christopher Guest und Eugene Levy darauf hin, dass in einer Szene, die aus dem fertigen Film geschnitten wurde, erklärt wird, dass Menschell keine Gitarre spielen kann. Kurz vor einer Aufführung der ursprünglichen Main Street Singers sei durch ein Missgeschick ein Fleck auf seinem Hemd entstanden, den er mit der Gitarre beim Auftritt verdeckte. Bei allen nachfolgenden Auftritten behielt er die Gitarre bei.

### Drehorte
Die „The Town Hall“-Szenen wurden im restaurierten Orpheum Theatre in Los Angeles gedreht.

## Kritiken
Der Film erhielt überwiegend positive Kritiken. Die Kritik-aggregierende Website Rotten Tomatoes gibt dem Film eine Wertung von 88 % auf der Grundlage von Rezensionen von 173 Kritikern, mit dem Konsens der Seiten: „A Mighty Wind ist zwar nicht so lautstark lustig wie die vorherigen Filme von Guest, dafür aber umso herzlicher.“ Roger Ebert hingegen sagte, dass „obwohl es viele Stellen gab, an denen ich gelacht habe“, fehle dem Film die Schärfe von Guests üblichem Stil, vielleicht weil er „die Charaktere zu sehr mag“. Ebert gab dem Film zweieinhalb von vier Sternen.

## Auszeichnungen
Michael McKean und Annette O’Toole wurden für den Oscar für den besten Originalsong mit dem Song „A Kiss at the End of the Rainbow“ nominiert. Der Song wurde weiterhin bei den 76. Academy Awards von Levy und O’Hara (ihre Filmrolle spielend) aufgeführt. „A Mighty Wind“ gewann einen Grammy in der Kategorie Bester Song, der für einen Film, TV oder andere visuelle Medien geschrieben wurde, den Christopher Guest, Eugene Levy und Michael McKean bei den 46. Grammy Awards entgegennahmen.

## Einspielergebnisse
Der Film hatte moderate Einnahmen am Eröffnungstag im April 2003, die insgesamt 307.931 $ betrugen. Es folgten $2.112.140 in 133 Kinos mit durchschnittlich $15.880 pro Kino. Mit einer inländischen Gesamtsumme von $17.583.468 und einer ausländischen Gesamtsumme von $969.240 spielte der Film in den Kinos insgesamt $18.750.246 ein. Der Film kam bislang nicht in deutsche Kinosäle.